# Безоль
Безо́ль (фр. Bezolles) — коммуна во Франции, находится в регионе Юг — Пиренеи. Департамент — Жер. Входит в состав кантона Валанс-сюр-Баиз. Округ коммуны — Кондом.
Код INSEE коммуны — 32052.

## География

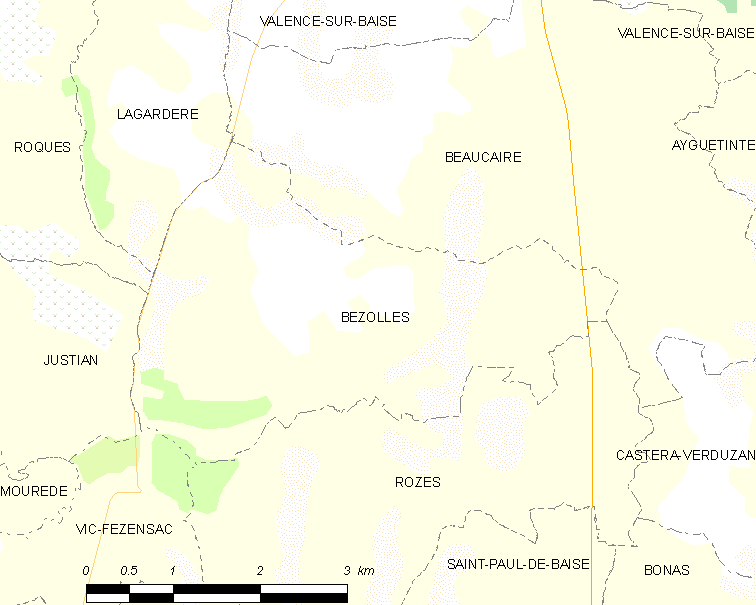
Карта коммуны

Коммуна расположена приблизительно в 580 км к югу от Парижа, в 95 км западнее Тулузы, в 28 км к северо-западу от Оша.
На востоке коммуны протекает река Баиз.

## Климат
Климат умеренно-океанический. Лето жаркое и немного дождливое, температура часто превышает 35 °С. Зимой часто бывает отрицательная температура и ночные заморозки. Годовое количество осадков — 700—900 мм.

## Население
Население коммуны на 2010 год составляло 139 человек.
| 1962 | 1968 | 1975 | 1982 | 1990 | 1999 | 2010 |
| ---- | ---- | ---- | ---- | ---- | ---- | ---- |
| 205  | 196  | 187  | 153  | 135  | 156  | 139  |

## Администрация
| Период | Период | Фамилия          | Партия       | Примечания |
| ------ | ------ | ---------------- | ------------ | ---------- |
| 2001   | 2014   | Рене Эрнандес    | Разные левые |            |
| 2014   | 2020   | Жан-Жозеф Гарсия |              |            |

## Экономика
В 2010 году среди 81 человека трудоспособного возраста (15—64 лет) 60 были экономически активными, 21 — неактивными (показатель активности — 74,1 %, в 1999 году было 64,1 %). Из 60 активных жителей работали 55 человек (27 мужчин и 28 женщин), безработных было 5 (2 мужчин и 3 женщины). Среди 21 неактивных 6 человек были учениками или студентами, 9 — пенсионерами, 6 были неактивными по другим причинам.